# 1. zongoraverseny (Bartók)
Bartók Béla I. zongoraversenyét (Sz. 83, BB 91) éles, harcias ritmus és általános keserű hangulat jellemzi. A művet 1927 júliusában, Majna-Frankfurtban mutatták be Wilhelm Furtwängler vezényletével, a szerző szólójával.

## Keletkezéstörténet
A húszas évek derekán számos európai zeneszerző fordult inspirációért a barokk zenéhez. Sorra jelentek meg a rendszerező, új kiadványok, és a régi zenék élménye nem egy jelentős új mű születését segítette elő. Bartók (aki zongoraművész és zongoratanár volt) is érdeklődéssel tanulmányozta ebben az időben a francia és olasz barokk szerzők billentyűs hangszerekre írt darabjait, és ezekből néhányat maga is sajtó alá rendezett, illetve átdolgozott modern zongorára.
Bartók ezt a művet igazi „szerzői” koncertnek szánta, hogy Európa nagy zenekaraival a maga zenéjének zongoristaként is szószólója legyen. Egyébként, amikor az I. zongoraversenyt fogalmazta, friss élmény volt számára Igor Stravinsky 1926-os budapesti hangversenye: a Franciaországban élő orosz mester nálunk is előadta fúvóskíséretes Zongoraversenyét. Akármilyen friss is volt, részletekben beépítette ezt a hatást művébe – ennek ellenére igazán „stravinskysra” a II. zongoraverseny sikeredett.
A barokk versenymű zakatoló ritmikájának vonzása tagadhatatlanul kimutatható ez idő tájt alkotott műveiben, a személyes mondanivaló aktualitása mellett azonban szükségképpen elhalványodott az ellenpont technikája.
De más értelmet kapott a hangszer, a zongora – Bartók saját, virtuóz készséggel meghódított instrumentuma – is. Billentyűi adott alkalommal dobverőkké váltak, új, szokatlan ütőhangszer-effektusokra is használni lehetett azokat.

## Tételek
A mű a klasszikus concerto stílus szerint három tételből épül fel.

### Allegro moderato
A zongoraverseny első tételét kegyetlen, rideg és mégis indulatoktól hevített küzdelem zenéje tölti meg.

### Andante
A lassú második tétel újabb meglepetés: mintha a két zongorára és ütőhangszerekre írt szonáta korai előhírnöke lenne ez a lenyűgöző, feszültséggel terhes, mozgásában is szinte mozdulatlan párbeszéd a szólóhangszer és a változatosan kezelt ütőhangszerek között (Bartók pontosan leírta az ütőhangszerek megszólaltatásának módját, amelyeket ő kísérletezett ki).
A tétel középrészének bensőséges, vallomásszerű dallama – a zongora előadásában – ellentétben áll a szólóhangszer addigi funkciójával.

### Allegro molto
A finálé ismét barokk stíluselemeket használ fel, ezúttal a szólamok kergetőzésével, virtuóz és mégis drámai fugatóval kapcsolódik a régi zenéhez, tartalmában és mondanivalójában azonban ez is új, eredeti és lenyűgöző muzsika.

## Autográf anyagok
- Vázlatok:

1. Memo-vázlat az I. tételhez (a BB 88–89 kézirat-együttesben, Bartók Péter gyűjteménye: 55–56PS1, 10. p.)
2. Memo-vázlatok és felhasználatlan folyamatvázlatok az I–II–III. tételhez (vö. Bartók Péter gyűjteménye: 58PPS1, 5., 25a–b, 33a–b, 34. pp.)
3. Memo-vázlatok, valószínűleg a zongoraversenyhez (a Bartók Archívum, Budapest: BH214 lap hátoldalán, vö. BB 88).

- Fogalmazvány, 2-zongorás forma (vázlatokkal; Bartók Péter gyűjteménye: 58PPS1)
- Autográf partitúra, Bartók példánya (Bartók Péter gyűjteménye: 58FSS1)
- Autográf partitúra másolat, az Universal Edition 8777 partitúra elsőkiadás (1927) metszőpéldánya (Bartók Péter gyűjteménye: 58FSFC1)
- Az UE partitúra elsőkiadás revíziója, az 1929-es (jelöletlen) 2. kiadás támpéldánya (BBA BH41); – két részlegesen javított elsőkiadás példány (Bartók Archívum, Budapest: BH67, Bartók Péter gyűjteménye: 58FSFC2)
- A 2. kiadás javított példánya (ifj. Bartók Béla gyűjteménye)

### 2-zongorás kivonat
- Autográf leírása Bartók javításaival (Bartók Péter gyűjteménye: 58PPFC1).
- Másolat, Bartók (1–23. pp.) és egy kopista írása, az UE 8779 első-kiadás (1927) metszőpéldánya (Bartók Péter gyűjteménye: 58 TPPFC2)
- Javított korrektúralevonat, 1927. április (Bartók Archívum, Budapest: 6679)
- Az elsőkiadás javított példánya (ifj. Bartók Béla magángyűjteménye)